# Jully Ramsay
Julia Maria ”Jully” Ramsay, född Ekström den 5 augusti 1865 i Leppävirta, Finland, död 24 mars 1919 i Helsingfors var en fritidsforskande adelsgenealog. Hon räknas till en av pionjärerna inom den finska person- och släkthistoriska forskningen.
Jully Ramsay saknade akademisk bakgrund. Vid sidan av att sköta hushållet ägnade hon sig åt ingående arkivstudier i Finland och Sverige rörande den finska adeln. Hennes första personhistoriska artikel publicerades i Finsk Tidskrift 1899. Hennes stora ättartavleverk Frälsesläkter i Finland intill stora ofreden, som utkom i fyra volymer 1909–1916, var banbrytande för sin tid. Till skillnad från tidigare adelsgenealogier, som huvudsakligen bestod av upprepningar av äldre opålitliga släkttavlor, baserades Frälsesläkter till större delen på primärkällor. Hennes identifieringar och slutsatser har dock inte alltid visat sig hålla streck vid en ny granskning. För sin släkthistoriska verksamhet valdes hon till ledamot i Finska historiska samfundet och hon blev också vald till tredje hedersmedlem av Genealogiska Samfundet i Finland.
Jully Ramsay avled 53 år gammal, efter en lång tids sjukdom.

## Familj
Jully Ramsay var dotter till ingenjörkaptenen Carl August Ekström (1823–1900) och Alexandrine (Aline) Hackman (f. 1858). Fadern tillhörde en Värmlandssläkten Ekström som härstammade från vågsmeden i Filipstad Anders Göransson († 1674). Släkten fick en förgrening i Finland genom att Jully Ramsays farfar Nils Ekström (f. 1785 i Färnebo socken, d. 1870), flyttade till Torneå och där arbetade som häradsskrivare. 
Jully Ramsay gifte sig 1883 med fil. dr August Ramsay, sedermera finländsk senator och statsråd. Paret fick fem barn.

### Utgivning
- Ramsay, Carl Gustaf (1900). Löjtnanten Carl Gustaf Ramsay's Anteckningar från en sommarfärd år 1807 / utg. ... af Jully Ramsay. Helsingfors. Libris 2866193